# Tamarixia radiata
Espèce
Synonymes
- Tetrastichus indicus Khan & Shafee, 1981[1]
- Tetrastichus radiatus Waterston, 1922[1]

Tamarixia radiata est une espèce d'hyménoptères de la famille des Eulophidae. Cette petite guêpe est un parasitoïde du psylle asiatique des agrumes (Diaphorina citri) vecteur de la maladie du verdissement des agrumes économiquement dévastatrice.
Ce psylle asiatique des agrumes ne doit pas être confondu avec le psylle africain des agrumes (Trioza erytreae) présent en Afrique et en Europe (2023) et dont le parasitoïde spécifique est Tamarixia dryi.

## Systématique
Le nom valide complet (avec auteur) de ce taxon est Tamarixia radiata (Waterston (en), 1922). L'espèce a été initialement classée dans le genre Tetrastichus sous le protonyme Tetrastichus radiatus Waterston, 1922.

### Étymologie
Tetrastichus grec τετράστιχος (tetrastikhos) quatre rangs et radiatus latin rayonnant - voir la forme des antennes du mâle (Waterson p. 56), synonymes de Tamarixia radiata - Tamarixia est un genre d'hymenoptère, famillle des Eulophidae.

## Description
James Waterston (en), primo descripteur (1922) la décrit comme « semblable en couleur et structure à Tamarixia dryi, sp. n., mais s'en différencie par des pattes presque entièrement pâles, les fémurs postérieurs présentant au plus une trace d'incurvation dorsale. Chez le mâle l'organe sensoriel est également plus bas sur le bord ventral du scape, et les proportions antennaires sont généralement différentes. Les deux sexes ont des taches dont des taches abdominales basales pâles, selon toute probabilité un caractère de groupe ».

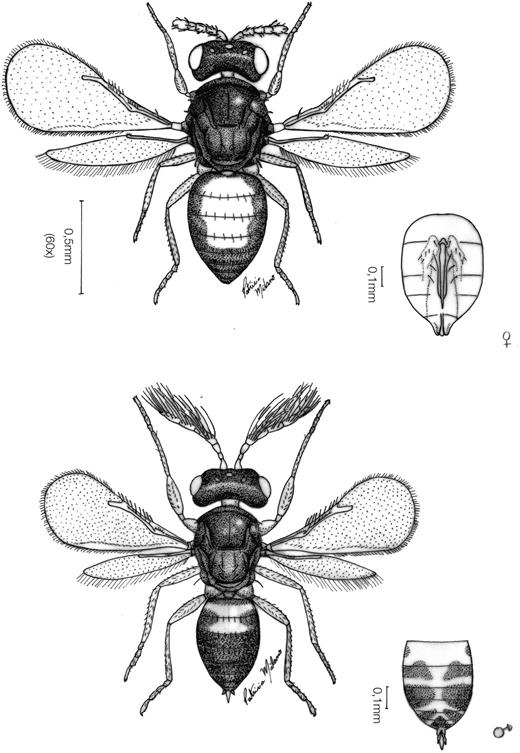
T. radiatia adultes. En haut, la femelle ; en bas, le mâle.

Les adultes sont de petites guêpes noires 0,92 à 1,04 mm de longueur. Les ailes ont des nervures jaune pâle. Les antennes des mâles sont 50 % plus longues que celles des femelles. La femelle pond jusqu'à 300 œufs répartis 1 ou 2 œufs sous la nymphe de D. citri. dont un seul donnera un adulte (parasitoïde solitaire). À  26 ± 1 °C et 70 % d'humidité relative les stades de développement sont de 1,9 jours pour l'œuf, de 4 jours pour la larve, 0,6 jour pour la prénymphe et 4,9 jours pour la nymphe. La longévité moyenne des femelles adultes est de 23,6 jours contre 11,4 jours pour le mâle.

### Biodiversité
La diversité des populations de T. radiata est mise en évidence au Brésil en 2016. Une étude californienne a confirmé (2013) et précisé la région de primo installation au Pakistan et montré l'importance d'y maintenir une forte biodiversité. Diverses souches provenant du Pakistan ont été testées et leur efficacité comme parasitoïde évaluée.

### Répartition
Les spécimens décrit Waterston provenaient d'une partie du Pendjab aujourd'hui au Pakistan, origine depuis lors confirmée. Après avoir été démontrée un parasite de Diaphorina citri à la Réunion (1978), le psylle asiatique s'est répandu dans les zones agrumicoles infestées par D. citri d'Amérique, de l'océan Indien et de l'Asie du sud et de l'est. Une modélisation (2023) prévoit une plus vaste diffusion mondiale dans le cadre du réchauffement climatique.

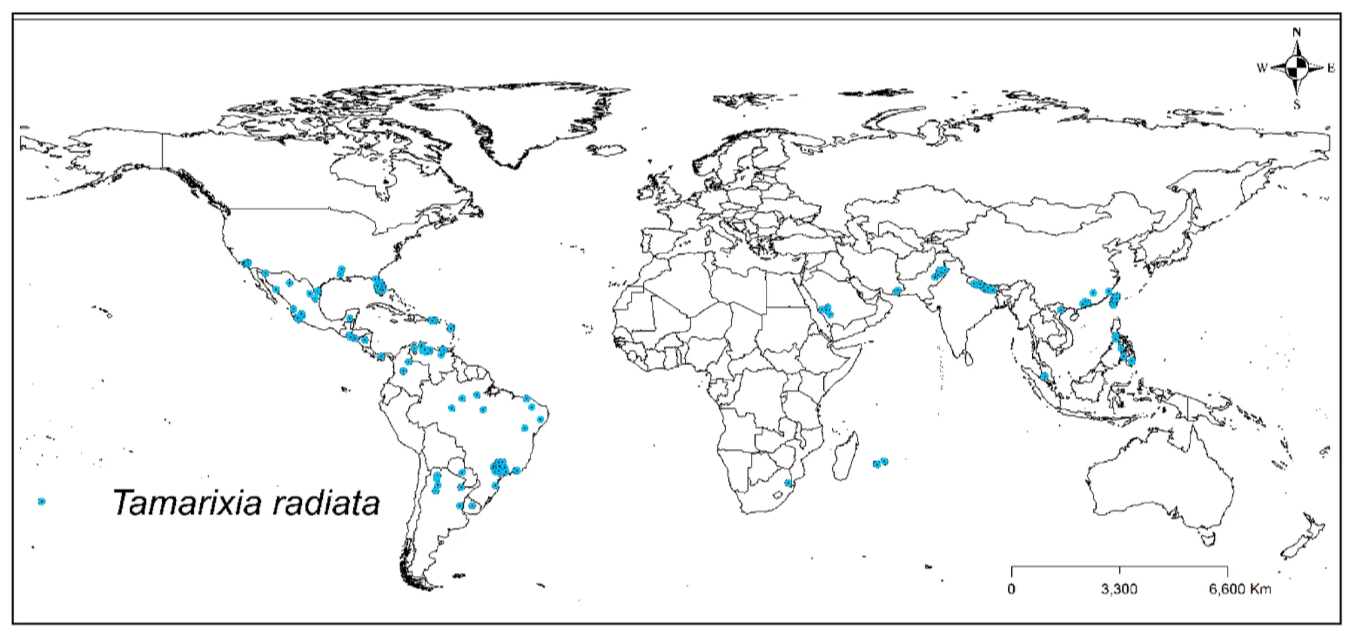
Occurrence de Tamarixia radiata dans le monde (2023).

### Un parasitoïde efficient deDiaphorina citri

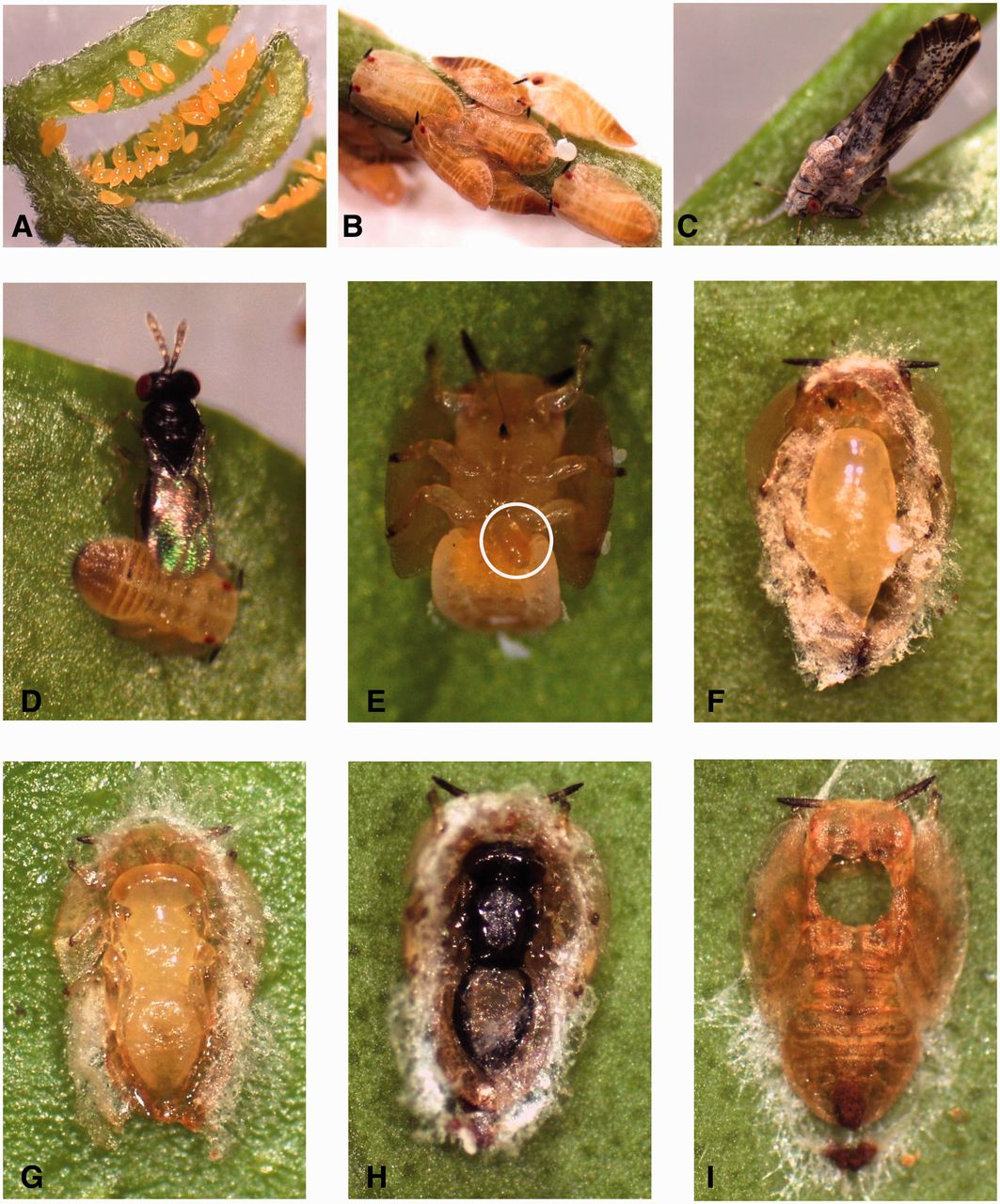
Cycle biologique de D. citri : A œufs, B nymphes, C adulte et de T. radiata : D adulte parasitant une nymphe, E œuf, F prénymphe, G nymphe, H adulte, I trou d'émergence.

Des taux de parasitisme importants sont observés : CC Chien et  YI Chu (1996) écrivent qu'une femelle parasitoïde peut éliminer jusqu'à 500 nymphes du psylle au cours de sa vie. Le stade nymphaire de D. citri fournit des protéines essentielles à la maturation des œufs du parasitoïde. Elle est un insecte synovigène (la maturité des œufs est incomplète à la ponte, elle se poursuit au cours de la vie adulte) par opposition aux pro-ovigènes (maturité des œufs complète à la ponte). Mais le taux de parasitisme est affecté par l'environnement, température, humidité, cultivar d'agrume. T. radiata est un parasitoïde spécialisé qui s'attaque uniquement à D. citri.
Les travaux brésiliens ont montré que la mortalité de T. radiata est très importante en cas de pulvérisation d'insecticides qui constituent la principale limite à l'action parasitoïde, l'imidaclopride et le fenpropathrine sont les plus néfastes (mortalité 90 à 96 % pour l'imidaclopride, de 83 à 94 % pour la fenpropathrine, de 38 à 77 % pour la pyréthrine).
Diaphorencyrtus aligarhensis est considérée comme un prédateur efficace alternatif.

## Historique
Gavarra et al. (1956) communiquent sur T. radiata parasite de D. citri possiblement établit aux Philippines. Le lâcher de Tamarixia radiata en provenance d'Inde en 1978 abouti a une quasi élimination de D. citri de La Réunion, il conduit à renouveler le programme pour un contrôle biologique de D. citri à La Guadeloupe en 1999 avec des spécimens réunionnais, le succès est rapide.
En 1991, X. Fauvergus et S. Quilici publient les travaux effectués à la Réunion au laboratoire der la station IRFA CIRAD (1990) certaines caractéristiques de la biologie de T. radiata dont les températures de survie (la longévité décline à partir de 30 °C et devient faible au-delà de 35 °C). En 1992 ces auteurs montrent que la fécondité est optimale entre 25 et 30 °C. De là elle gagne la Martinique où - en l'absence de traitements insecticides - elle élimine les psylles.
J-P Michaud décrit en 2001 les parasitoïdes et prédateurs de Diaphorina citri en Floride où des lâchés de T. radiata avaient été effectués les années précédentes et qui s'y était établie : « T. radiata ne constitue pas une source significative de mortalité pour D. citri à l'heure actuelle. Les principales sources de mortalité des psylles juvéniles sont des coccinelles, Olla v-nigrum et Harmonia axyridis… des araignées chasseuses (Aranae : Anyphaenidae, Clubionidae, Oxyopidae et Salticidae), les chrysopes (Neuroptera : Chrysopidae, Hemerobiidae), les syrphes (Diptera : Syrphidae) et les punaises (Hemiptera : Anthocoridae) ». Les États-Unis utilisent toutes les méthodes possibles de lutte contre les vecteurs du HLB Tamarixia radiata est reconnue plus destructive que Diaphorina aligarhensis. En Californie (2012) la population de D. citri a été réduite de 70 % par combinaison de parasitisme par T. radiata et des prédateurs généralistes dont les larves de syrphes, l'élimination des fourmis qui protègent les larves est notée comme très efficace.
Au Brésil où le psylle asiatique a été signalée en 1942 la décision de faire un élevage de masse de T. radiata en 2012 après constatation de l'échec des insecticides. Une application sur téléphone portable y est disponible afin de gérer la population de parasites, et il faut noter l'élimination et l'interdiction de planter les hôtes alternatifs tels que Murraya paniculata dans les États de São Paulo et du Parana,